# 진상초등학교 황죽분교
진상초등학교 황죽분교는 대한민국 전라남도 광양시에 있었던 공립 초등학교이다.

## 학교 연혁
- 1936년 4월 30일: 개교
- 2017년 2월 28일: 폐교[1]